# SN 2008en
SN 2008en – supernowa typu IIn odkryta 3 sierpnia 2008 roku w galaktyce UGC 564. W momencie odkrycia miała maksymalną jasność 18,20m.